# Mira Sorvino

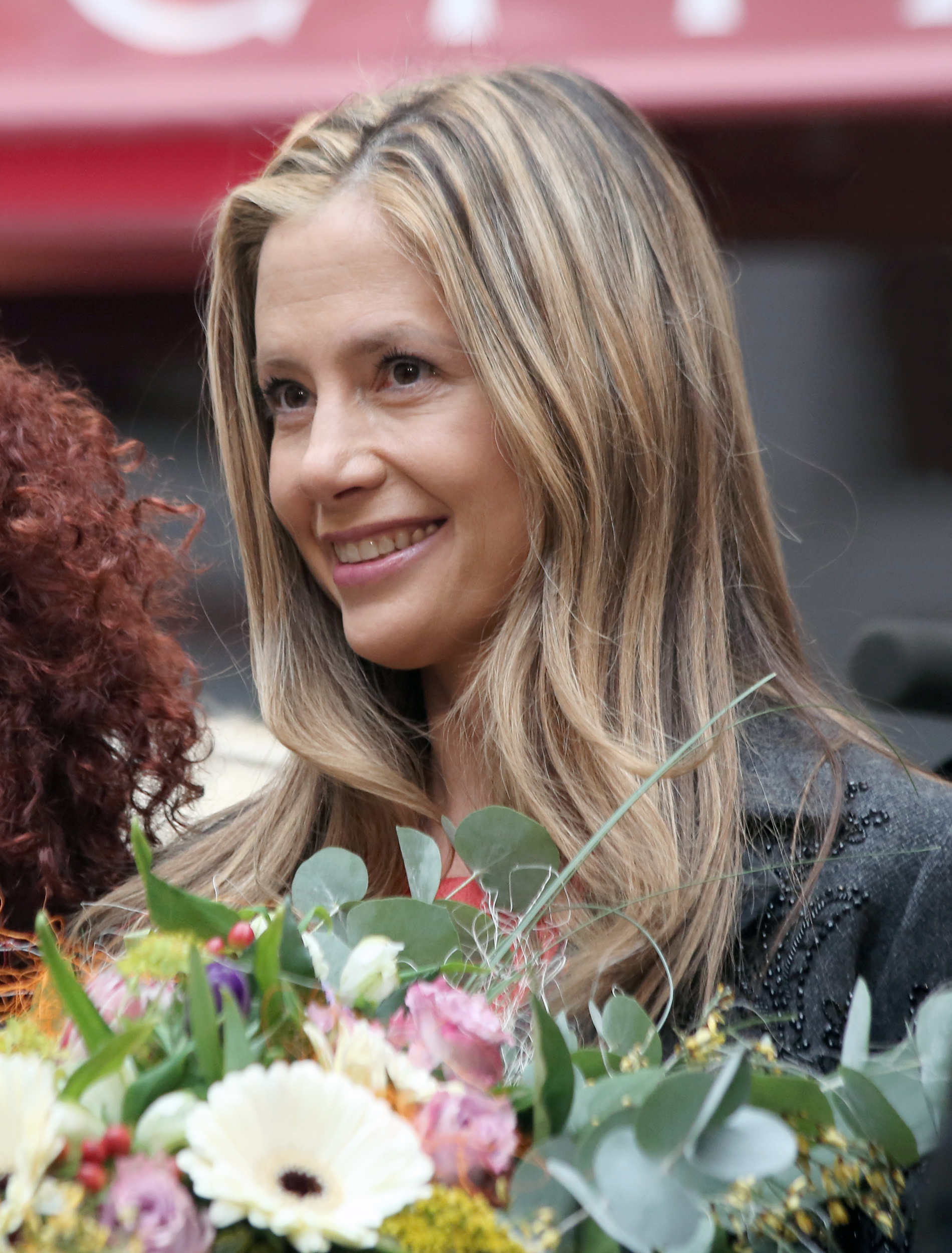
Mira Sorvino (2013)

Mira Katherine Sorvino (* 28. September 1967 in Tenafly, New Jersey) ist eine US-amerikanische Schauspielerin und Oscarpreisträgerin.

## Leben und Karriere
Mira Sorvino wurde 1967 in New Jersey als Tochter des Schauspielers Paul Sorvino und dessen Frau Lorraine Davis geboren. Sie hat zwei Geschwister, die ebenfalls Schauspieler sind. Sie hat an der Harvard University Sinologie studiert und ihre Dissertation über anti-afrikanischen Rassismus in der Volksrepublik China mit „magna cum laude“ abgeschlossen. Sie spricht Englisch, Chinesisch und Französisch.
Nach ihrem Abschluss lebte Sorvino drei Jahre in New York City und arbeitete in diversen Kleinjobs. Als der Film Amongst Friends (1993) vorbereitet wurde, wurde sie als Dritte Regieassistentin eingestellt und dann zur Besetzungschefin und Produktionsassistentin befördert. Schließlich wurde ihr die Hauptrolle angeboten.
1994 war Sorvino in Robert Redfords oscarnominiertem Film Quiz Show in einer Nebenrolle zu sehen. Danach war sie am Filmprojekt Blue in the Face – Alles blauer Dunst, eine Fortsetzung vom Independent-Film Smoke, über einen Tabakwarenladen in Brooklyn mit Harvey Keitel, Madonna, Michael J. Fox und Lou Reed, beteiligt.
Der Durchbruch gelang ihr 1995 mit der Darstellung der einfältigen Prostituierten Linda Ash in dem Woody-Allen-Spielfilm Geliebte Aphrodite, für die sie mit einem Oscar für die beste weibliche Nebenrolle ausgezeichnet wurde.
Im selben Jahr war Sorvino zusammen mit Matt Dillon, Uma Thurman und Natalie Portman auch für den Jugendfilm Beautiful Girls engagiert. Für ihre Darstellung von Marilyn Monroe in der Miniserie Marilyn – Ihr Leben war Sorvino 1996 für den Emmy und 1997 für den Golden Globe nominiert.
Im Jahr 1997 war sie wieder in der Rolle der naiven Blondine an der Seite von Friends-Hauptdarstellerin Lisa Kudrow in der Komödie Romy und Michele im Kino zu sehen. Der Film spielte 29 Millionen Dollar ein und landete auf Platz 69 der erfolgreichsten Kinofilme in den USA dieses Jahres. Damit war es einer der kommerziell erfolgreichsten Filme der Schauspielerin. Im Laufe der Zeit entwickelte sich die Komödie zu einem Kultfilm, so dass im Jahr 2005 eine Fortsetzung als Fernsehfilm unter dem Titel Romy und Michele: Hollywood, wir kommen! ohne die beiden Hauptdarstellerinnen des Kinofilms gedreht wurde und immer wieder von einer eventuellen Fortsetzung mit Sorvino und Kudrow berichtet wird.
Als seriöse Insektenforscherin war dann Sorvino in Mimic – Angriff der Killerinsekten, einer Mischung aus Science-Fiction- und Horrorfilm von Regisseur Guillermo del Toro zu sehen. Während der Dreharbeiten kam es zu größeren Auseinandersetzungen zwischen dem Regisseur und den Produzenten des Films Harvey und Bob Weinstein, bei welchem sich die Hauptdarstellerin Sorvino für einen Verbleib von del Toro einsetzte.
Dass sie auch in Actionfilmen eine Hauptrolle übernehmen kann, bewies die Schauspielerin 1998 in The Replacement Killers – Die Ersatzkiller. Es war der erste Spielfilm von Regisseur Antoine Fuqua, der später insbesondere in der Zusammenarbeit mit Schauspieler Denzel Washington große Erfolge im Genre des Actionfilms feiern konnte. Beim Replacement Killer spielte Sorvino auch mit den deutschen Schauspielern Til Schweiger und Jürgen Prochnow zusammen.
Im Gegensatz dazu übernahm Sorvino beim im selben Jahr veröffentlichten Autorenfilm Lulu on the Bridge von Paul Auster, an der Seite von Harvey Keitel und Willem Dafoe eine Hauptrolle in einem Independent-Film über einen gescheiterten Saxophonisten.
Im selben Jahr war sie dann auch noch in der Kriminalkomödie Free Money mit Marlon Brando, Charlie Sheen und Donald Sutherland engagiert.
Im Jahr 1999 spielte sie an der Seite von Val Kilmer im Filmdrama Auf den ersten Blick über die Beziehung einer Architektin zu einem blinden Masseur die weibliche Hauptrolle. Der Film war mit einem Produktionsbudget von 60 Millionen US-Dollar eine der aufwendigsten Produktionen, in welchen Sorvino je mitwirkte, konnte jedoch nicht einmal die Hälfte der Kosten einspielen.
Im selben Jahr war sie im Film Summer of Sam, über eine Mordserie im Jahr 1977 in New York in einer Hauptrolle zu sehen und arbeitete hier mit dem für die Verarbeitung von gesellschaftspolitischen Themen in seinen Filmen bekannten Regisseur Spike Lee zusammen.

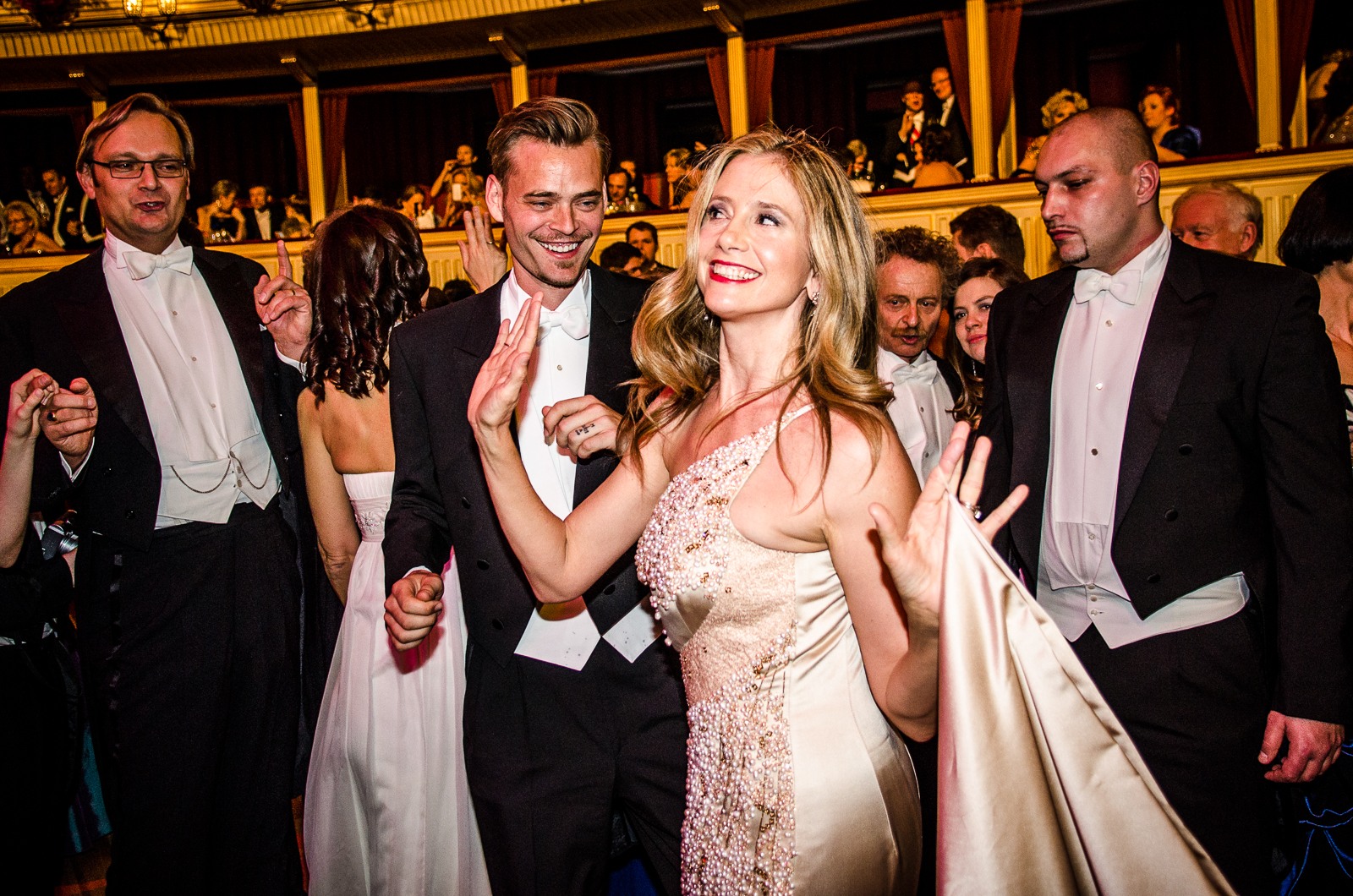
Mira Sorvino auf dem Wiener Opernball (2013)

Abgesehen vom Filmprojekt Gods and Generals über den Amerikanischen Bürgerkrieg aus dem Jahr 2003 mit Robert Duvall wirkte Mira Sorvino ab der Jahrtausendwende vorwiegend in weniger aufwendigen Filmproduktionen, welche häufig dem Genre des Filmdramas zuzuordnen sind, mit. In mehreren ihrer Filmprojekte wird dabei das Thema Menschenhandel dargestellt, wie in der Miniserie Human Trafficking – Menschenhandel aus dem Jahr 2005 in welcher sie an der Seite von Donald Sutherland eine FBI-Agentin spielt. Weitere Filme hierzu mit ihrer Beteiligung sind aus dem Jahr 2012 Trade of Innocents und 2023 Sound of Freedom mit James Caviezel.
Auch in Sozialdramen, bei welchen sie meist eine überforderte und teilweise auch alkoholkranke Mutterfigur darstellt, ist Sorvino in mehreren Verfilmungen engagiert. So 2009 in Wie ein Staubkorn im Wind, in welchem auch die Thematik Adoption behandelt wird, 2014 in Perfect Sisters nach einem wahren Fall, bei welchem 2 Schwestern planen, ihre alkoholkranke Mutter umzubringen, 2015 in Quitters und 2018 in Look Away, in welchem sie sich als Mutter damit auseinandersetzen muss, das ihre Tochter in der Schule gemobbt wird.
Weitere Filme, in denen Mira Sorvino mitwirkte, die dem Genre des Filmdramas zugerechnet werden, sind unter anderem aus dem Jahr 2001 Die Grauzone über jüdische Krematoriumsarbeiter im Konzentrationslager Auschwitz mit Harvey Keitel und Steve Buscemi. Im Jahr 2007 war sie neben Mark Ruffalo, Joaquin Phoenix und Elle Fanning im Unfallflucht-Drama Ein einziger Augenblick zu sehen. Im Film Leningrad über die Blockade der russischen Stadt im Zweiten Weltkrieg spielte sie zusammen mit Armin Mueller-Stahl im Jahr 2009 und die Thematik Umweltschutz behandelt der Film Chloe rettet die Welt, in welchem sie zusammen mit Dakota Johnson im Jahr 2015 mitwirkte.
In weniger tragischen Rollen, dafür mit berühmten Schauspielkollegen ist sie 2002 in Zwischen Fremden über das Schicksal dreier Frauen, welche sich am Flughafen in Toronto treffen, unter anderem mit Sophia Loren, Gérard Depardieu und Klaus Maria Brandauer zu sehen. 2016 ist sie dann am Film Mothers and Daughters beteiligt, in welchem verschiedene Mutter-Tochter-Beziehungen behandelt werden und unter anderem auch die Schauspielerinnen Sharon Stone, Susan Sarandon und Courteney Cox mitwirken.
In weiteren Filmgenres ist Sorvino unter anderen in Kriminalfilmen wie im Mafiafilm Wisegirls an der Seite von Mariah Carey 2002 oder im Polizeithriller Exposed: Blutige Offenbarung 2016 mit Keanu Reeves sowie Ana de Armas zu sehen. Mit Robin Williams spielt sie 2004 in The Final Cut – Dein Tod ist erst der Anfang zusammen in einem Science-Fiction-Film über die Manipulation der Erinnerungen und 2016 bedient sie zusammen mit Wes Studi in Badland auch das Western-Genre.
Auch in den Formaten von Fernsehserien und Miniserien ist Sorvino in unterschiedlichsten Rollen zu sehen. So spielt sie unter anderem 2008 in der Verfilmung des Mystery-Romans Scriptum – Der letzte Tempelritter von Raymond Khoury über das Geheimnis des Schatzes vom Templerorden eine Hauptrolle als Archäologin. Auch in der von Netflix produzierten Miniserie Hollywood über aufstrebende Schauspieler in der Zeit nach dem Zweiten Weltkrieg ist sie engagiert. In American Crime Story spielt sie in der Staffel 3 über das Amtsenthebungsverfahren gegen Bill Clinton die Mutter von Monica Lewinsky Marcia Lewis. 2018 war sie mit StartUp und Condor gleich in zwei Kriminalfilmfernsehserien zu sehen und hatte in diesem Jahr auch einen Gastauftritt in der populären Serie Modern Family. Eine wesentliche Rolle übernahm sie 2022 in der Mystery-Serie Shining Vale über ein Haus, in welchen den Bewohnern merkwürdige Dinge passieren.
Auch an Filmprojekten, welche für eine bestimmte Zielgruppe produziert werden, war Sorvino beteiligt, wie 2016 in dem für den Hallmark Channel erstellten Weihnachtsfilm A Christmas to Remember. Weiterhin übernahm sie Rollen in sogenannten Faithed-based Movies (religiös erbauliche Filme), so 2021 in Das Mädchen, das an Wunder glaubt oder 2015 in Woran glaubst Du?. In letzterem Film spielt sie zusammen mit den Serienstars aus den 1980er und 1990er Jahren Lee Majors (Ein Colt für alle Fälle ) und Ted McGinley (Eine schrecklich nette Familie). Der Film erreichte in den USA die Top-10 der Kinocharts und spielte bei Produktionskosten von ca. 3 Millionen Dollar mehr als 14 Millionen Dollar ein.
Verheiratet ist Sorvino seit 2004 mit dem Schauspieler Christopher Backus. Das Paar hat vier Kinder.
Im Jahr 2023 nahm sie an der 32. Staffel der im US-TV ausgestrahlten Fernsehshow Dancing with the Stars teil.

## Gesellschaftliches Engagement

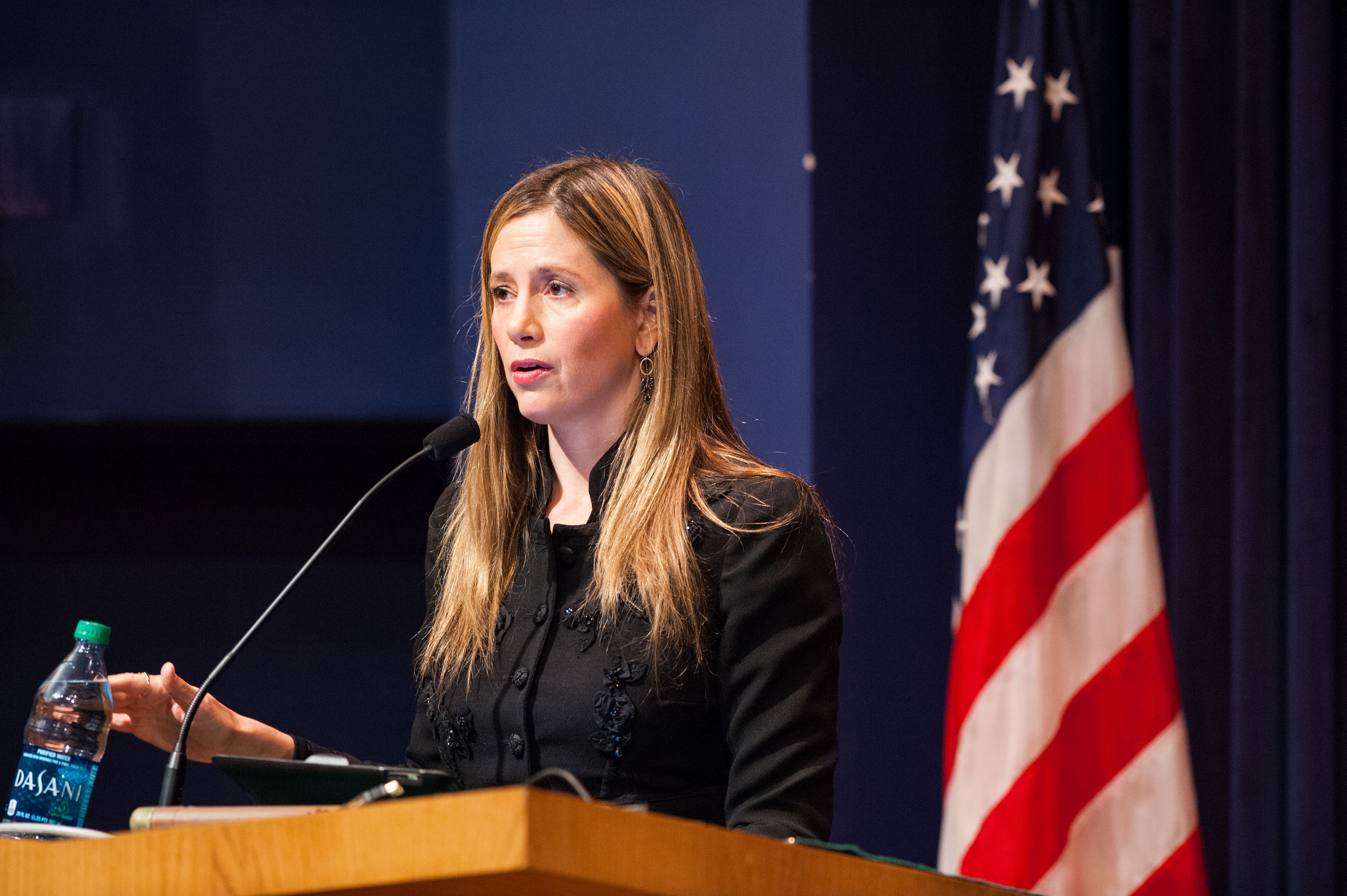
Mira Sorvino auf dem Antimenschenhandelssymposium (2013)

Seit 2004 unterstützt Sorvino Kampagnen von Amnesty International und ließ sich 2009 zur UN-Goodwill-Botschafterin berufen. In beiden Funktionen setzt sie sich insbesondere gegen den weltweiten Kinderhandel ein, welcher ja auch in einigen ihrer Filme thematisiert wurde.
Im Rahmen der MeToo-Debatte berichtete Sorvino 2018, dass sie bei der Filmproduktion von Geliebte Aphrodite auch von Harry Weinstein belästigt wurde, dessen Firma diesen Film vertrieben hatte. Ihr damaliger Lebensgefährte, der Regisseur Quentin Tarantino, mit dem sie von 1995 bis 1998 liiert war und der sie auch bei der Oscarverleihung 1996 begleitete, bestätigte, dass ihm Sorvino bereits 1995 von den Belästigungen berichtet habe.
Auch wurde in diesem Zusammenhang bekannt, dass Weinsteins Produktionsfirma Ende der 1990er Jahre den Regisseuren empfahl, Sorvino nicht zu engagieren, da die Arbeit mit ihr schwierig sei.
Sorvino gibt auch an, ihre Zusammenarbeit mit Woody Allen 1995 zu bereuen, da schon zu diesem Zeitpunkt die Vorwürfe seiner Adoptivtochter Dylan Farrow über sexuelle Belästigung bekannt waren, und entschuldigte sich hierzu öffentlich bei Dylan und Mia Farrow. In seiner 2020 erschienenen Autobiografie Apropos of Nothing erwähnt Woody Allen auch Mira Sorvino und bezeichnet sie als intelligent und begabt; ihre Zusammenarbeit in dem Film Geliebte Aphrodite habe ihm viel Freude bereitet.

## Filmografie (Auswahl)
- 1985: Stuff – Ein tödlicher Leckerbissen (The Stuff)
- 1993: Unter Freunden (Amongst Friends)
- 1993: Der flämische Meister (The Dutch Master)
- 1994: Barcelona
- 1994: Quiz Show
- 1995: Geliebte Aphrodite (Mighty Aphrodite)
- 1995: Alles blauer Dunst (Blue in the Face)
- 1996: Jakes Frauen (Jake’s Women)
- 1996: Beautiful Girls
- 1996: Tagebuch eines Dealers (Sweet Nothing)
- 1996: Marilyn – Ihr Leben (Norma Jean & Marilyn)
- 1997: Romy und Michele (Romy and Michele’s High School Reunion)
- 1997: Mimic – Angriff der Killerinsekten (Mimic)
- 1998: The Replacement Killers – Die Ersatzkiller (The Replacement Killers)
- 1998: Zum Sterben zu müde (Too Tired to Die)
- 1998: Free Money
- 1998: Lulu on the Bridge
- 1999: Auf den ersten Blick (At First Sight)
- 1999: Summer of Sam
- 2000: Der große Gatsby (The Great Gatsby, Fernsehfilm)
- 2001: Die Grauzone (The Grey Zone)
- 2001: The Triumph of Love
- 2002: Wisegirls
- 2002: Semana Santa – Die Bruderschaft des Todes (Semana Santa)
- 2002: Zwischen Fremden (Between Strangers)
- 2003: Gods and Generals
- 2003: Will & Grace (Fernsehserie, Folge 6x02)
- 2004: The Final Cut – Dein Tod ist erst der Anfang (The Final Cut)
- 2005: Human Trafficking – Menschenhandel (Human Trafficking)
- 2006: Der Hades-Faktor (Covert One: The Hades Factor)
- 2007: Ein einziger Augenblick (Reservation Road)
- 2007: Dr. House (Fernsehserie, Folge 4x11)
- 2009: Scriptum – Der letzte Tempelritter (The Last Templar)
- 2009: Leningrad – Die Blockade (Leningrad)
- 2009: Like Dandelion Dust
- 2010: Multiple Sarcasms
- 2010: The Presence – Besessen von dir (The Presence)
- 2011: Angels Crest
- 2011: Union Square
- 2011: Jeremy Fink and the Meaning of Life
- 2012: The Trouble with Cali
- 2012: Smitty
- 2012: Santa & Mrs. Claus (Finding Mrs. Claus, Fernsehfilm)
- 2012: Trade of Innocents
- 2013: Space Warriors – Das verrückte Weltraumcamp (Space Warriors)
- 2013: Trooper (Fernsehfilm)
- 2014: Frozen in Time (Zeichentrickfilm, Sprechrolle)
- 2014: Intruders – Die Eindringlinge (Intruders, Fernsehserie, 8 Folgen)
- 2014: Psych (Fernsehserie, 3 Folgen)
- 2014: Perfect Sisters
- 2014–2015: Falling Skies (Fernsehserie, 9 Folgen)
- 2015: Do You Believe?
- 2015: Stalker (Fernsehserie, 4 Folgen)
- 2015: Quitters
- 2015: Chloe rettet die Welt (Chloe & Theo)
- 2016: Exposed
- 2016: Indiscretion (Fernsehfilm)
- 2016: Mothers and Daughters
- 2016: The Red Maple Leaf
- 2016: A Christmas to Remember (Fernsehfilm)
- 2016–2017: Lady Dynamite (Fernsehserie, 2 Folgen)
- 2017: 6 Below – Verschollen im Schnee (6 Below: Miracle on the Mountain)
- 2018: A Dog and Pony Show
- 2018: No One Would Tell (Fernsehfilm)
- 2018: Waterlily Jaguar
- 2018: Doe
- 2018: Look Away
- 2018: StartUp (Fernsehserie, 10 Folgen)
- 2018: Modern Family (Fernsehserie, 4 Folgen)
- 2018: Condor (Fernsehserie, 10 Folgen)
- 2019: Stuber – 5 Sterne Undercover (Stuber)
- 2019: Beneath the Leaves
- 2019: Drowning
- 2019: Badland
- 2019: The Islands
- 2020: Butter (Butter’s Final Meal)
- 2020: The Expecting (Fernsehserie, 7 Folgen)
- 2020: Hollywood (Fernsehserie, 5 Folgen)
- 2021: Das Mädchen, das an Wunder glaubt (The Girl Who Believes in Miracles)
- 2021: East of the Mountains
- 2021: Hero Mode
- 2021: Crime Story
- 2021: After Love (After We Fell)
- 2021: American Crime Story (Fernsehserie, 6 Folgen)
- 2022: Shining Vale (Fernsehserie, 8 Folgen)
- 2022: After Forever (After Ever Happy)
- 2022: Lamborghini: The Man Behind the Legend
- 2022: Sound of Freedom
- 2024: The Image of You
- 2024: Blue Bloods – Crime Scene New York (Blue Bloods, Fernsehserie, Folge 14x13)

## Auszeichnungen
Oscar
- 1996: Beste Nebendarstellerin für Geliebte Aphrodite

Golden Globe
- 1996: Beste Nebendarstellerin für Geliebte Aphrodite
- 1997: Nominierung als Beste Hauptdarstellerin in einer Miniserie oder einem Fernsehfilm für Marilyn – Ihr Leben
- 2006: Nominierung als Beste Hauptdarstellerin in einer Miniserie oder einem Fernsehfilm für Human Trafficking – Menschenhandel

Emmy
- 1996: Nominierung als Beste Hauptdarstellerin in einer Miniserie oder einem Fernsehfilm für Marilyn – Ihr Leben

Goldene Himbeere
- 2023: Nominierung als Schlechteste Nebendarstellerin für Lamborghini: The Man Behind the Legend

Critics’ Choice Movie Award
- 1996: Beste Nebendarstellerin für Geliebte Aphrodite

Chlotrudis Award
- 1996: Beste Nebendarstellerin für Geliebte Aphrodite

National Society of Film Critics
- 1996: Nominierung als Beste Nebendarstellerin für Geliebte Aphrodite

New York Film Critics Circle
- 1995: Beste Nebendarstellerin für Geliebte Aphrodite

Los Angeles Film Critics Association
- 1996: Nominierung als Beste Nebendarstellerin für Geliebte Aphrodite

National Board of Review
- 1995: Beste Nebendarstellerin für Geliebte Aphrodite

BAFTA Award
- 1996: Nominierung als Beste Nebendarstellerin für Geliebte Aphrodite

Chicago Film Critics Association
- 1996: Nominierung als Beste Nebendarstellerin für Geliebte Aphrodite

Screen Actors Guild Award
- 1996: Nominierung als Beste Nebendarstellerin für Geliebte Aphrodite

Dallas-Fort Worth Film Critics Association Award
- 1996: Beste Nebendarstellerin für Geliebte Aphrodite

Southeastern Film Critics Association Award
- 1996: Beste Nebendarstellerin für Geliebte Aphrodite

Sonstige
- 1996 wurde sie von der Zeitschrift People zu einer der „50 schönsten Personen der Welt“ gewählt.